# Boolean
A boolean adattípus bináris, vagyis logikai adatokat képes tárolni. Két értéke lehet, true (igaz) vagy false (hamis), illetve ha nincs inicializálva (JavaScript-ben) null (programnyelvekként változhat), ami azt jelenti, hogy nincs hozzárendelt értéke.

## Használata példával
Boolean értéket használnak olyan dolgok kifejezésére, amiknek csak két állapota, lehetséges értéke lehet. Például egy áruházban, ahol azt az értéket szeretné a programozó kifejezni, hogy a felhasználónak van-e elég pénze az adott árucikk megvételéhez a következőhöz hasonló kódot lehet használni: 
vanElegPenze = true;
Ebben az esetben a vanElegPenze nevű változó a true, vagyis igaz értéket kapta, azaz a felhasználónak van elég pénze.

## Boolean érték változóhoz rendelése
Boolean értéket lehet változóhoz manuálisan hozzárendelni, vagy logikai operátorokkal végrehajtott művelet eredményként kapni:
Manuális hozzárendelés:
logikaiValtozo = true;
Logikai operátorral végrehajtott művelet eredményeként:
logikaiValtozo = 1 <  10;
Aminek az eredménye true, hiszen 1 kisebb mint 10.

## Igazabb és hamisabb értékek
Programozásban a boolean értékeket elsősorban elágazások (pl. if, magyarul ha) és ciklusok (pl. while, azaz amíg) feltételeiben használják. Erre példa a következő kód:
if (logikaiFeltetel) {
 //Valami történik
}
Ha logikaiFeltetel-nek az értéke true, magyarul igaz, akkor a //valami történik rész helyén lévő forráskód végre lesz hajtva. Sok programnyelvben viszont logikaiFeltetel-nek nem feltétlenül kell kifejezetten a true, magyarul igaz értéket felvennie ahhoz, hogy a programnyelv igaz-ként kezelje. JavaScript esetében ilyen például az üres lista [] , az üres objektum {} és az 1.  Vannak viszont olyan értékek, amiket a programnyelv hamisként kezel, például az érték nélküli változó null, a meghatározatlan undefined és a 0.